# Michael McCulley
Michael James McCulley (San Diego, 4 agosto 1943) è un ex astronauta e ingegnere statunitense.